# Мардер, Абрам Павлович
Абра́м Па́влович Ма́рдер (12 сентября 1931, Киев, СССР — 20 ноября 2013, Киев, Украина) — советский и украинский архитектуровед, архитектор, доктор архитектуры (1996), профессор (2001).

## Биография
Окончил архитектурный факультет Киевского инженерно-строительного института (1955). Работать начал с 1952 года в должности мастера гражданского строительства Днепростроя (Каховская ГЭС). По окончании института более десяти лет трудился в промышленных проектных организациях архитектором, старшим архитектором, руководителем проектной группы, главным архитектором проектов.
Среди построек и проектов:
- конкурсные проекты Пантеона в Киеве (1954),
- проект памятника Абу-Али ибн Сине (Авиценне) в Бухаре (1955),
- антисейсмический 8-квартирный двухэтажный жилой дом в Ашхабаде (1958),
- здания ТЭЦ Городищенского (Черкасская обл.), Андрушёвского (Житомирская обл.), Лучанского (Киевская обл.), Александрийского, Мало-Висковского (Кировоградская обл.), Гнедавского (Волынская обл.) сахарных заводов (1959—1961),
- котельная Смелянского молочного комбината (Черкасская обл., 1961),
- автовокзалы в городах Севастополь, Донецк, Шахтёрск, Евпатория, Енакиево, Краснодон (1961—1962),
- типовой проект ВТП-10 «Автовокзал на 5 автобусов в час» (1961),
- гараж-гостиница для автомобилей в Киеве (1962),
- СТО легковых автомобилей в Киеве (1963),
- производственно-вспомогательный корпус ТЭЦ-3 в Грозном (1963—1964),
- и прочие.

С 1964 года аспирант, с 1967 — младший, затем старший научный сотрудник Государственного НИИ теории и истории архитектуры и градостроительства в Киеве, в 1977—1995 — учёный секретарь института, в 1995—2003 — заместитель директора по научной работе. С 2004 — профессор кафедры теории архитектуры Киевского национального университета строительства и архитектуры.
Действительный член Украинской академии архитектуры (1998; член-корреспондент — с 1992), доктор архитектуры (1996), профессор (2001). Кандидатская диссертация: «Архитектурная композиция тепловых электростанций» (1971, защищена в Харьковском инженерно-строительном институте), докторская: «Понятийно-теоретические основы эстетики архитектуры» (1996, защищена в Киевском государственном университете строительства и архитектуры).
Перед самой смертью получил рукопись книги «Архитектор Иосиф Каракис» о своём учителе и согласился быть одним из рецензентов, однако умер не успев написать свои заметки. Скончался 20 ноября 2013 года в Киеве и похоронен на Байковом кладбище.

## Архитектуроведческая концепция А. П. Мардера
Многолетнее исследование природы и сущности архитектуры, соотношения её с искусством, понятийного аппарата общей эстетики и эстетики архитектуры привели А. П. Мардера к ряду положений, имеющих принципиальное значение для понимания проблем эстетики архитектуры и способных сыграть роль определенных постулатов архитектуроведения. Эти положения можно объединить в четыре основные группы.
I. Природа и сущность архитектуры.
— Понимание и определение архитектуры как формы пространственной самоорганизации материи, формы общественного бытия человека, необходимого условия его реальной биологической и социальной жизни в отличие от искусства как формы общественного сознания, формы отражения жизни.
— Связанное с таким пониманием понятийное разведение архитектуры и искусства как социальных явлений одного уровня, ни одного из которых не может рассматриваться как часть другого или относящееся к другому, как вид к роду.
— Утверждение, что реальные здания и сооружения могут рассматриваться и как произведения архитектуры, и как произведения искусства, но понятия «произведение архитектуры» и «произведение искусства» не синонимичны. Эти понятия фиксируют разные качества реально существующих зданий, сооружений, комплексов, их включенность в различные социальные явления. Здания и сооружения могут быть художественными произведениями, но могут и не быть таковыми, будучи полноценными высококачественными произведениями архитектуры.
II. Эстетика архитектурных форм.
— Понимание эстетики архитектурных форм как эстетики реальной жизни. Красота зданий (сооружений) по своей природе и сущности тяготеет не к красоте произведений искусства (художественного отражения жизни), а к красоте нерукотворных форм природы. Она является выражением сущностного совершенства, функционально-пространственной целесообразности и гармонии зданий и сооружений.
— Утверждение ведущей роли эстетики архитектурных форм как инструмента достижения целесообразности искусственной предметно-пространственной среды в её функциональных характеристиках. Поскольку мир архитектурных форм создается не в спонтанном их саморазвитии (эволюции), а в ходе целенаправленного преобразования человеком его природного окружения, красота архитектурных форм — не пассивное следствие их сущностного совершенства, а средство познания этого совершенства, познания скрытой от человека «мерки вида», критерий приближения к этой мерке и, следовательно, критерий самого функционального совершенства формы.
— Представление о том, что сведение идеологии в архитектуре к эстетической выразительности архитектурной формы, а тем более к художественной образности зданий и сооружений снижает идеологическую роль архитектуры. Идеологическая роль архитектуры не в художественном и даже не в эстетическом воздействии архитектурных форм на человека, а в функциональной сущности зданий и сооружений, не в отражении мировоззренческих (идеологических) установок, а в реализации таких установок, в воплощении их в материальной среде жизнедеятельности человека.
— Понимание архитектурной композиции не как художественного явления, а как высшей формы пространственной организации социальных (функциональных) процессов. В ряду «техническое конструирование — технологическая компоновка — архитектурная композиция», которые связаны между собой как последовательные этапы формообразования, архитектурная композиция, включая в себя и конструирование, и компоновку, формирует предметно-пространственную среду с учетом всей полноты биосоциальной сущности человека, с учетом его социальных, в том числе и эстетических, потребностей.
— Разведение понятий «тектоника» и «архитектоника» как относящихся к разным понятийным системам. Понятие «тектоника» выражает конкретную (физическую) сущность пространственных форм и связывает архитектурную форму со всеми естественными и искусственными формами, имеющими массу (телами). Понятие «архитектоника» отражает абстрактную (системно-структурную) сущность пространственных форм и связывает архитектурную форму со всеми искусственными целенаправленно структурированными формами (произведениями).
III. Архитектура и искусство.
— Понятийное выделение «художественной архитектуры» как специфической области художественного отражения действительности, материалом которого служат именно формы зданий, сооружений, комплексов. Художественная архитектура относится к архитектуре, как художественная литература к литературе (письменности) в целом, художественное телевидение — к телевидению как форме коммуникации и так далее. Подобно художественной литературе, художественному телевидению, художественной фотографии и другому, художественная архитектура — не высшая, а особая форма архитектуры, в которой материально-вещественный субстрат произведения в значительной степени теряет функциональное значение и есть лишь носитель художественного образа.
— Утверждение необходимости рассматривать взаимосвязь архитектуры и искусства на трех понятийных уровнях. На уровне явлений в целом взаимосвязь архитектуры и искусства реализуется в форме их взаимовлияния. На уровне отдельных произведений происходит их взаимодействие как самостоятельных форм объективной реальности. На уровне образного воздействия (восприятия) произведения архитектуры и искусства возможно взаимопроникновение и взаимослияние архитектурного и художественного образов. Высшей формы такого взаимослияния является синтез искусств в архитектуре.
— Отрицание традиционного представления о синтезе архитектуры и искусства как любом сочетании их произведений. Синтез искусств в архитектуре есть специфическая форма отражения действительности в художественных образах, особый самостоятельный вид монументального искусства.
IV. Общие вопросы эстетики.
— Утверждение понятия «безобразное» как одной из основных категорий эстетики наряду с «прекрасным». Понимание «прекрасного» и «безобразного» как двух полюсов красоты, как проявления объективно присущего предметам (явлениям) совершенства их качественной определенности (гармонии) в его позитивном (прекрасное) либо негативном (безобразное) отношении к родовой сущности и социальным, в частности эстетическим, идеалам человека, человеческих общностей, человечества в целом.
— Введение понятия «эстетическая стоимость» для обозначения общественной значимости красоты предметов и явлений в их взаимодействии между собой, а также между ними и воспринимающим их человеком. Эстетическая стоимость предметов отличается от их эстетической ценности и зависит от эстетической самоценности предметов, условий эстетического восприятия и насыщения эстетической реальности аналогичными эстетическими ценностями.
— Разграничение оценки (в том числе количественной) эстетических качеств предметов и явлений и оценки их эстетической стоимости, а также понятийное разграничение оценки красоты (в том числе количественной) и её измерения. Количественная оценка эстетических качеств в балльной или других формах может и должна осуществляться на всех этапах формирования предметно-пространственной среды. Измерение же красоты, стихийно происходящее на «рынке» эстетических ценностей, требует сложной системы процедур, что практически исключает возможность использования такого измерения архитектором (художником), потребителем (зрителем) или ценителем (критиком).
— Отрицание сложившегося представления об искусстве как высшей форме эстетической деятельности человека. Высшей формой эстетической деятельности человека является эстетическое преобразование мира. Именно такое преобразование, в ходе которого и создаются высшие эстетические ценности, составляет в конечном итоге цель и суть архитектурной деятельности. Понятийное разведение архитектуры и искусства означает не умаление, а всемерное утверждение эстетической роли архитектуры в жизни человека и общества.
А. П. Мардер полагает, что, утверждая архитектуру как эстетическую деятельность, обладающую огромной силой воздействия на людей, необходимо ориентировать развитие строительства не назад — к архитектуре как искусству, а вперёд — к архитектуре как архитектуре. Только обретая, сохраняя и осознавая собственную сущность, архитектура может идти в ногу со временем. И, как это ни парадоксально, освобождение архитектуры от мифического художественного ореола, отделение архитектурных форм от произведений искусства, осознание эстетики архитектуры, как эстетики реальной жизни объективно ведут к расцвету архитектуры как высокого искусства подлинно человеческого преобразования материального мира, искусства гармонизации самой человеческой жизни.

### Книги
- Здания торговли и бытового обслуживания на Украине. — М.: ЦНТИ по гражд. стр-ву и архитектуре, 1976. — 64 с.
- Эстетические проблем повышения качества архитектуры. — М.: ЦНТИ по гражд. стр-ву и архитектуре, 1978. — 64 с.
- Металл в архитектуре. — М.: Стройиздат, 1980. — 232 с.
- Эстетика архитектуры: Теоретические проблемы архитектурного творчества. — М.: Стройиздат, 1988. — 216 с. — ISBN 5-274-00187-4.
- Kov v architecture. — Bratislava: Alfa, 1989. — 287 p.
- Архітектура: Короткий словник-довідник / За заг. ред. А. П. Мардера. — Київ: Будівельник, 1995. — 336 с. — ISBN 5-7705-0634-4 (ошибоч.) .
- Мардер А. П. Понятійно-теоретичні основи естетики архітектури: Дис. … д-ра архітектури: 18.00.01. — Київ, 1996;
- Пам’ятки архітектури і містобудування України: Довідник / За заг. ред. А. П. Мардера та В. В. Вечерського. — Київ: Техніка, 2000.
- Теоретичні основи естетики архітектури: Конспект лекцій. — Київ: КНУБА, 2002. — 64 с.

### Избранные статьи
- К проблеме образа в архитектуре // Методологические проблемы теории архитектуры. — Киев, 1981. — С. 54-60.
- Функциональный процесс и архитектурная форма // Вопросы формообразования в современной архитектуре. — Киев, 1983. — С. 14-24.
- Качество архитектуры и проблемы управления архитектурной деятельностью // Социальная эффективность архитектурной деятельности. — Киев, 1986. — С. 25-34.
- Роль и место архитектуры в эстетических отношениях человека к действительности // Актуальные вопросы эстетики архитектуры. — Киев, 1988. — С. 4-13.
- Классический ордер и современность // Архитектура СССР. — 1959. — № 9. — С. 58-59.
- Функция и эстетика (Некоторые вопросы взаимосвязи) // Техническая эстетика. — 1967. — № 2. — С. 14-16.
- Эстетическая оценка предметно-пространственной среды // Техническая эстетика. — 1968. — № 3. — С. 22-26.
- Деякі питання історичного та теоретичного знання // Сучасні проблеми архітектури та містобудування: Збірник наукових праць КНУБА. — Київ, 2000. — С. 159—165.